# Chòi mòi lông dài
Chòi mòi lông dài hay chòi mòi như (danh pháp: Antidesma velutinosum) là một loài thực vật có hoa trong họ Diệp hạ châu. Loài này được Blume mô tả khoa học đầu tiên năm 1825.